# Vera Grabe Loewenherz

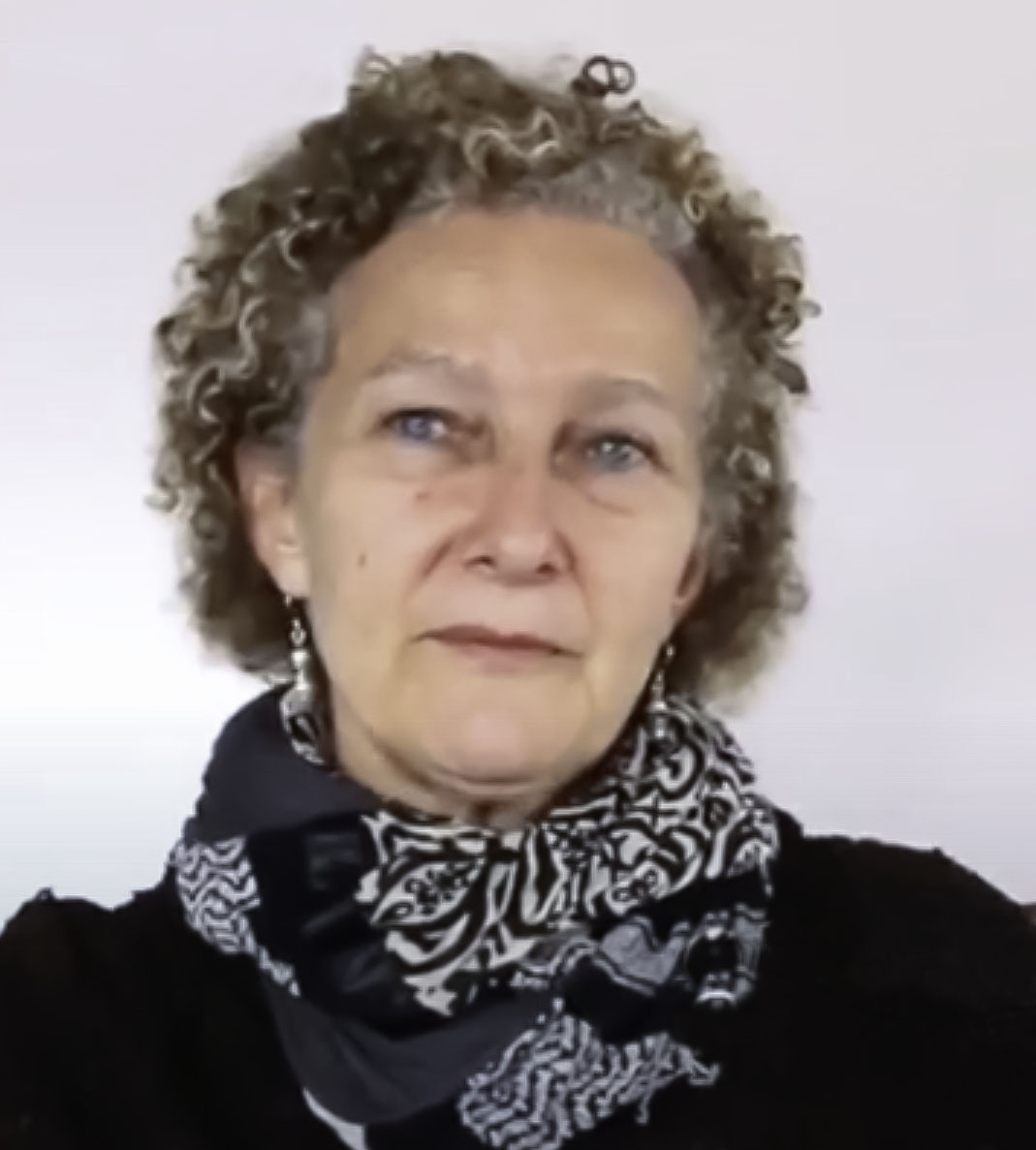
Vera Grabe Loewenherz

Vera Grabe Loewenherz (geboren 1951 in Bogotá) ist eine kolumbianische Politikerin, Politikwissenschafterin und Menschenrechtsaktivistin. Sie zählte zu den Gründern des Movimiento 19 de Abril, einer linksgerichteten Guerilla-Organisation, die sich 1990 in eine politische Partei umwandelte.
Von 1991 bis 1994 war sie Senatorin Kolumbiens, danach Menschenrechts-Attaché an der Botschaft ihres Landes in Spanien.

## Leben und Werk
Vera Grabe Loewenherz ist das älteste Kind von Werner Grabe und Thea Löwenherz, die Ende des Jahres 1950 von Hamburg nach Bogotá kamen. Sie hat eine zwei Jahre jüngere Schwester, Helga. Ihr Vater arbeitete als Tischler, ihre Mutter war später an der Deutschen Botschaft von Bogotá tätig. 1970 ging Vera Grabe Löwenherz für ein Jahr nach Hamburg, um Germanistik zu studieren. Erst während ihres Deutschlandaufenthalts erfuhr sie, dass ihr Großvater, der Musiker Konrad Löwenherz (1896–1943), als Jude nach Auschwitz deportiert und vom NS-Regime ermordet worden war. Sie kehrte nach Kolumbien zurück, studierte an der Universidad Nacional de Colombia Anthropologie und engagierte sich sozial in den Barrios.
Am 19. April 1970 kam es zu einem Skandal nach vermuteten Wahlfälschungen. Mutmaßlich wurde dem Kandidaten der linksgerichteten Alianza Nacional Popular (ANAPO) bei der Präsidentschaftswahl, Gustavo Rojas Pinilla, durch Manipulationen der Wahlsieg gestohlen. Erst im Juni 1971 wurde die ANAPO offiziell zu einer Partei, 1974 wurde Rojas Pinilla Senator. Eine Abspaltung der ANAPO hingegen radikalisierte sich, erklärte den demokratischen Weg für gescheitert und gründete die Guerillagruppe M-19. Zu den Gründern der M-19 zählte neben dem Führer Jaime Bateman Cayón, einem Ex-FARC-Mitglied, auch Vera Loewenherz. Mit Batmen Cayón führte Grabe Löwenherz bis zu dessen Tod durch einen Flugzeugabsturz 1983 eine Beziehung. Die erste spektakuläre Aktion der Gruppe M-19 war der Raub des Schwertes von Simón Bolívar aus einem Museum in Bogotá.
1976 übernahm sie in der M-19 ihr erstes eigenes Kommando, der korrupte Gewerkschafter José Raquel Mercado wurde gekidnappt, nachdem dann die Regierung nicht auf die Forderungen der M-19 einging, wurde er zum Tode verurteilt und getötet. Im Jahr 1978 machte sie neben ihrer Tätigkeit für die M-19 ihr Examen in Anthropologie.
Vera Loewenherz ging in den Untergrund und arbeitete insbesondere im Bereich der Propaganda, wurde verhaftet und blieb ein Jahr lang inhaftiert. Danach ging sie ins Ausland und engagierte sich als eine Art Botschafterin der M-19 für deren Ziele in Mexiko und Panama. Sie kehrte dann in die Berge Kolumbiens zurück, war schließlich die einzige Frau im militärischen Oberkommando der M-19, als Commandante Catalina. Mitte der 1980er Jahre war sie an ersten, allerdings gescheiterten, Friedensverhandlungen beteiligt.
Am 6. November 1985 besetzte M-19 den Justizpalast in Bogotá. Während dieser Aktion wurden mehr als 100 Menschen, darunter alle 35 Guerilleros und elf Richter, durch Militärs erschossen. Die M-19 verlor an Rückhalt in der Bevölkerung und erklärte sich zu Waffenstillstandsverhandlungen bereit.
1986 wurde ihre Tochter Juanita zu früh geboren und kam in einen Brutkasten. Löwenherz konnte das Kind nur gelegentlich verkleidet besuchen. Schließlich gab sie ihre Tochter in die Obhut von Bekannten. Vera Grabe Loewenherz war wesentlich an den Vermittlungen, die den M-19-Mitgliedern Straffreiheit zusicherten und ihnen die Rückkehr aus dem Untergrund ermöglichten, beteiligt. Der Friedensvertrag wurde am 9. März 1990 unterschrieben, die Waffen wurden abgegeben. Zwei Tage später fanden Parlamentswahlen statt und die nunmehr demokratische Allianz M-19 kandidierte. Vera Grabe Loewenherz wurde als Abgeordnete in das Repräsentantenhaus gewählt, als erste und damals einzige weibliche Abgeordnete in der Geschichte Kolumbiens. Sie wurde Mitglied der Verfassungsgebenden Versammlung und war an der Ausarbeitung der neuen Verfassung Kolumbiens beteiligt, in der das Prinzip des sozialen Rechtsstaates festgeschrieben wurde und den Menschenrechten ein zentraler Rang eingeräumt wurde. Grabe Loewenherz war ein Jahr Abgeordnete, danach drei Jahre Senatorin. Sie wurde als Menschenrechtsattachée an die kolumbianische Botschaft in Spanien entsandt und arbeitete während dieser drei Jahre an ihrer Dissertation Friede als Revolution, in der sie die Geschichte der M-19 aufarbeitete. 1998 und 1999 war sie Direktorin der NGO Observatorio para la Paz [Friedensbeobachter] in Bogotá. Seither arbeitet sie als Vortragende, Publizistin und Friedensaktivistin. 2002 kandidierte sie bei den Präsidentschaftswahlen an der Seite von Luis Eduardo Garzón, dem späteren Bürgermeister von Bogotá, als Vizepräsidentin. Vera Grabe Loewenherz lebt in Bogotá.
Sie setzt sich für eine Friedenskultur ein, eine neue Art des Denkens und Handelns. Sie arbeitet an der Universidad de los Andes in Bogotá. Ihre Autobiografie trägt den Titel Das Schweigen meines Cellos, da sie, die von klein Cellospiel gelernt hatte, das Instrument nicht mit in den Untergrund konnte.

## Zitat
„Im Grunde genommen ist ja Gewalt einfach: Ich erniedrige Dich, ich verneine Dich oder ich besiege Dich, das ist natürlich einfach. Den anderen anzuerkennen, den anderen zu sehen ist viel komplizierter. Aber das ist eben der Weg, den wir gehen müssen, weil die Gewalt und die Kriege haben zuviel Schaden, vor allem  menschlichen Schaden.... Das ist eben nicht mehr der Weg, das ist nicht mehr der Weg, der zerstört uns, zerstört uns selbst, zerstört die Welt, zerstört die Umwelt, zerstört andere Menschen... Das ist nicht nur eine Aufgabe für Kolumbien...“

## Schriften
- Razones de vida. El silencio de mi cello [Vom Schweigen meines Cellos], Biografie, 2000, 2010
- Paz en la historia. Colombia 1980–1990. Uniandes, Bogotá 2010. (Hochschulschrift, Magister der Geschichte, Universidad de los Andes, 2010.
- La paz es más revolucionaria que la guerra M-19. Propuestas de paz y de país. Universida de Granada, Granada 2015. (Dissertation, Universidad de Granada); Digitalisat; PDF; 10,72 MB). – Buchhandelsausgabe: La paz como revolución M-19. Colombia Tallar de Edición Rocca, Bogotá 2017, ISBN 978-958-56-1574-8.

Beiträgerin:
- Mauricio García Durán, Vera Grabe Loewenherz, Otty Patiño Hormaza: M-19's journey from armed struggle to democratic politics. Striving to keep the revolution connected to the people. Berghof Research Center for Constructive Conflict Management, Berlin 2008, ISBN 978-3-927783-87-4.